# 冷漠與溫柔
冷漠與溫柔是歌手任賢齊的流行音樂專輯，於1991年1月1日正式發行。

## 曲目
1. 冷漠與溫柔
2. 來不及告訴你
3. 你這樣就走
4. 她的憂鬱
5. 擁擠城市
6. 讓妳更愛我
7. 尋
8. 獵人傳奇
9. 只有你能令我心碎
10. 逃離色彩